# Guy de Blanchefort
Guy de Blanchefort (Moutier-Malcard, 1446 – Földközi-tenger, 1513. november 24.) a Jeruzsálemi Szent János Ispotályos Lovagrend francia nagymestere volt.

## Élete
Apja Guy de Blanchefort, Lyon kormányzója, anyja Souveraine d’Aubusson volt. Hét testvére született. Anyai ágon rokona volt Pierre d’Aubusson nagymesternek, aki 1480-ban védte Rodoszt a török támadás idején. Blanchefort vigyázott éveken át d’Aubusson foglyára, Dzsem török hercegre.
Emery d’Amboise, a johannita lovagrend nagymestere 1512. november 13-án meghalt, utódjának Guy de Blanchefort-t választották. A lovag Nizzában tartózkodott, onnan indult Rodoszra, de a hajóút során meghalt. Utódjának Fabrizio del Carrettót választották.